# پانچکس ورنر
پانچکس ورنر یا ماهی کیلی ورنر (نام علمی: Aplocheilus werneri)، گونه ای ماهی از خانواده ساده لبان و بومی کشور سریلانکا است. طول این گونه به ۷ سانتیمتر (۲٫۸ اینچ) می‌رسد. زیستگاه‌های طبیعی پانچکس ورنر نهرها و جویبارهای کوچک، کم عمق، کم جریان و شدیداً سایه دار با بستر گل و لای یا رسی است. آنها تا حد نسبتاً زیادی به عنوان یک ماهی آکواریومی استفاده می‌شوند. نام خاص پانچکس ورنر افتخار واردکننده ماهی آندریاس ورنر است که این گونه را برای اولین بار در سال ۱۹۶۴ به آلمان وارد کرد.